# Corno di Rosazzo
Corno di Rosazzo ist eine Gemeinde in der italienischen Region Friaul-Julisch Venetien mit 3143 Einwohnern (Stand 31. Dezember 2023).
Corno di Rosazzo grenzt an die Gemeinden Cividale del Friuli, Cormòns, Dolegna del Collio, Manzano, Premariacco, Prepotto und San Giovanni al Natisone.